# Valentin Blattner

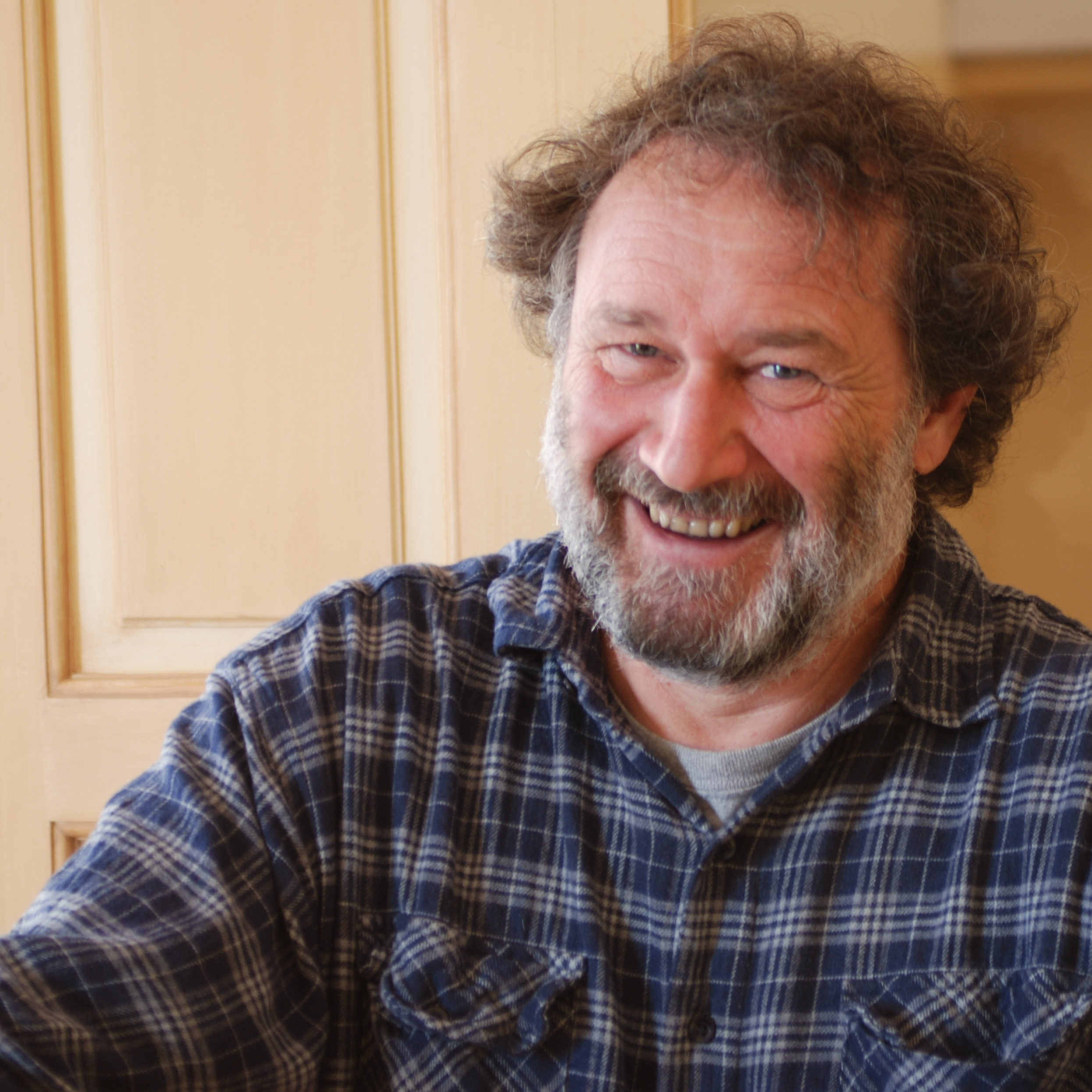
Valentin Blattner

Valentin Blattner is een Zwitserse druivenkweker. Hij ontwikkelde in 1991 het druivenras Cabernet blanc, dat resistent is tegen onder meer grauwe schimmel, valse meeldauw en echte meeldauw.

## Soorten gekweekt door Blattner
- Birstaler Muskat (Bacchus x Seyval blanc )
- Cabernet blanc (Cabernet Sauvignon x resistentiepartner )
- Cabernet Jura (Cabernet Sauvignon x resistentiepartner)
- Cabaret noir (Cabernet Sauvignon gekruist met onbekend andere soorten)
- Satin Noir (Cabernet Sauvignon gekruist met onbekende andere soorten)
- Cabertin (Cabernet Sauvignon x resistentiepartner )
- Pinotin (Cabernet Sauvignon x resistentiepartner)
- Reselle ( Bacchus x Seyval blanc )
- Petite Milo (onbekend x resistentiepartner )
- Epicure (Cabernet Sauvignon x resistentiepartner )
- Cabernet Foch (Cabernet Sauvignon x Fochkruising)
- Amiel (Cabernet Sauvignon x resistentiepartnerkruising)
- Labelle (Cabernet Foch x resistentiepartnerkruising)